# Skwala natorii
Skwala natorii är en bäcksländeart som beskrevs av Chino 1999. Skwala natorii ingår i släktet Skwala och familjen rovbäcksländor. Inga underarter finns listade i Catalogue of Life.